# Grenzübergang al-Walid
Koordinaten: 33° 26′ 3,4″ N, 38° 54′ 26,2″ O
Der Grenzübergang al-Walid befindet sich westlich der irakischen Stadt al-Walid in der Provinz al-Anbar an der Grenze zwischen dem Irak und Syrien. Er liegt an der Route von Damaskus nach Bagdad. Der nächstgelegene Grenzübergang vom Irak nach Syrien ist der Grenzübergang al-Qa'im.
Der Grenzübergang wurde am 21. Mai 2014 vom Islamischen Staat eingenommen, nachdem der Übergang bei al-Tanf auf der syrischen Seite eingenommen worden war. Zuvor war die Region um Palmyra an den IS gefallen. Der Übergang war von strategischer Bedeutung für den IS für den Transfer von Soldaten und Waffen zwischen dem westirakischen Gouvernement al-Anbar und dem syrischen Gouvernement Homs.
Mitte März 2016 musste sich der IS zurückziehen.